# Yucca filamentosa subsp. concava
Yucca filamentosa subsp. concava (englischer Trivialname „Concava Leaf Yucca“) ist eine Unterart der Fädigen Palmlilie (Yucca filamentosa) in der Familie der Spargelgewächse (Asparagaceae).

## Beschreibung

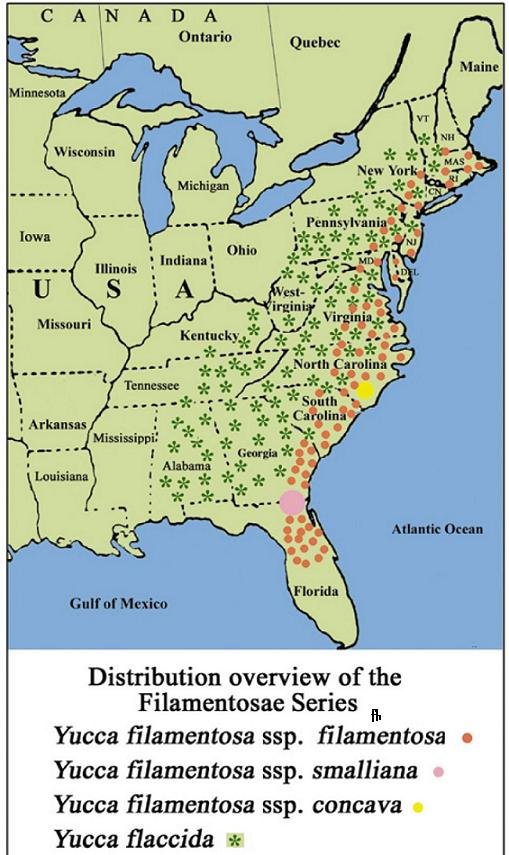
Yucca Filamentosae Serie Verbreitungsgebiet im Osten der USA

Yucca filamentosa subsp. concava wächst solitär oder in kleinen Kolonien und ist stammlos oder bildet buschige Gruppen. Typisch sind die konkaven, blaugrünen Laubblätter mit der rauen Oberfläche, die 20 bis 40 cm lang und 1,5 bis 6 cm breit sind.
Der weit über den Blättern beginnende, verzweigte Blütenstand wird 1 bis 2,5 Meter hoch. Die hängenden, glockenförmigen, weißen Blüten weisen eine Länge und einen Durchmesser von 3 bis 5 cm auf. Die Blütezeit ist von April bis Mai.
Yucca filamentosa subsp. concava ist in Mitteleuropa mit Schutz in den Wintermonaten frosthart bis minus 15 °C. Die Art ist in Sammlungen selten.

## Vorkommen
Yucca filamentosa subsp. concava ist in der Atlantikküstenregion in den Staaten North Carolina und South Carolina in Ebenen in Sanddünen, Grasland und an Waldrändern in etwa Seehöhe verbreitet.

## Systematik
Die Beschreibung durch Fritz Hochstätter unter dem Namen Yucca filamentosa subsp. concava ist 2001 veröffentlicht worden.
Synonyme sind Yucca concava Haworth 1819, Yucca concava Lem. 1866, Yucca filamentosa latifolia Engelm. 1873 und Yucca filamentosa concava Baker 1880

## Bilder
Yucca filamentosa subsp. concava:

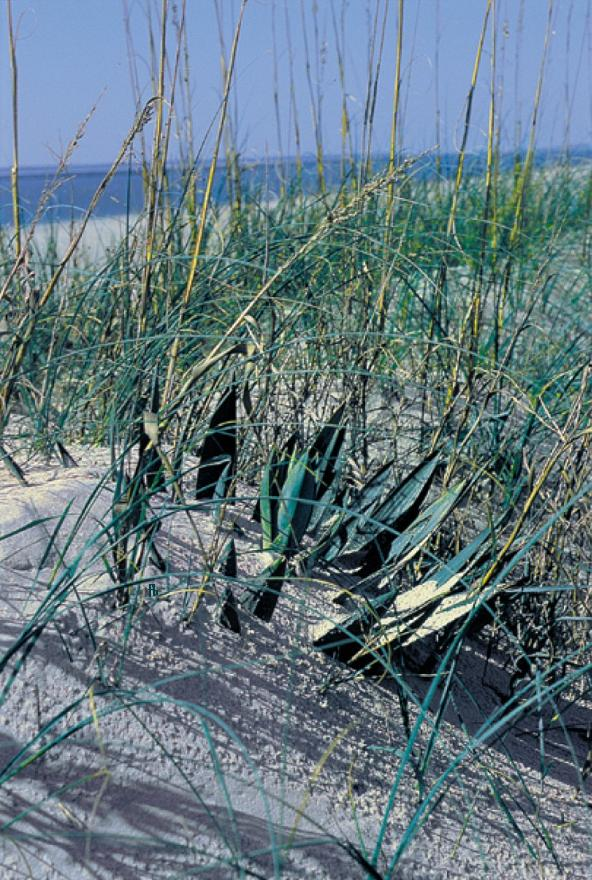
Am Beach in Sandboden in North Carolina